# Interaction protéine-protéine

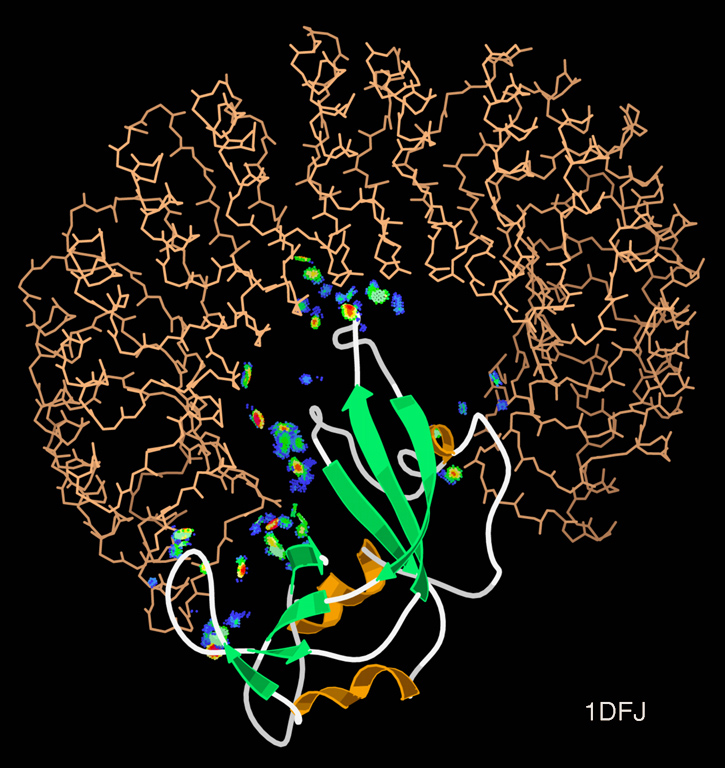
L'inhibiteur de la ribonucléase en forme de fer à cheval (en représentation « fil de fer ») forme une interaction protéine–protéine avec la protéine de la ribonucléase. Les contacts entre les deux protéines sont représentés sous forme de taches colorées.

Une Interaction protéine–protéine apparait lorsque deux ou plusieurs protéines se lient entre elles, le plus souvent pour mener à bien leur fonction biologique. Beaucoup des molécules les plus importantes qui agissent dans la cellule, comme la réplication de l'ADN, sont mises en œuvre par de grosses machines moléculaires qui sont constituées d'un grand nombre de protéines organisées grâce aux interactions protéine-protéine. Les interactions entre protéines ont été étudiées du point de vue de la biochimie, de la chimie quantique, de la dynamique moléculaire, de la chimie biologique, de la transduction de signal et autres théorie des graphes métabolique et génétique/épigénétique. Les interactions protéine-protéines sont au cœur de tout le système interactomique de la cellule vivante.
Les interactions entre protéines sont importantes pour la plupart des fonctions génétiques. Par exemple, un signal provenant de l'extérieur de la cellule est transmis à l'intérieur par des interactions protéine-protéine des molécules constituant le signal. Ce mode opératoire, appelé « transduction de signal », joue un rôle déterminant dans la plupart des processus biologiques et dans de nombreuses maladies comme les cancers, par exemple. Les protéines peuvent interagir pendant de longues périodes pour former un morceau de complexe protéinique, une protéine peut transporter une autre protéine (par exemple du cytoplasme au noyau ou vice versa dans le cas d'importines de pores nucléaires), ou encore une protéine peut interagir brièvement avec une autre protéine, uniquement pour la modifier (par exemple, une protéine kinase va ajouter un radical phosphate à une protéine cible). Cette modification de protéine peut elle-même, à son tour, changer les interactions protéine-protéine. Par exemple, certaines protéines avec un domaine SH2 ne se lient avec d'autres protéines que lorsqu'elles sont phosphorylées sur la tyrosine (acide aminé) alors que le bromodomaine reconnait spécifiquement les lysines acétylées. En conclusion, les interactions protéine-protéine sont d'une importance capitale dans pratiquement tous les processus de la cellule vivante. La bonne connaissance de ces interactions contribue à améliorer notre compréhension des maladies et peut jeter les bases de nouvelles approches thérapeutiques.

## Méthodes d'investigation des interactions protéine–protéine
Comme les interactions protéines-protéine ont une grande importance, il existe une quantité de méthodes pour les étudier. Chaque méthode a ses avantages et ses inconvénients, en particulier pour ce qui concerne la sensibilité et la spécificité. Une haute sensibilité signifie que beaucoup des interactions qui existent seront détectées, alors qu'une haute spécificité veut dire que la plupart des interactions détectées existent vraiment. Des méthodes comme le double hybride vont permettre de détecter de nouvelles interactions protéine-protéine.

## Structure
La structure moléculaire de nombreux complexes protéiques a été décodée par la technique de la cristallographie aux rayons X alors que plusieurs techniques à haut débit peuvent uniquement dire que telle protéine interagit avec telle autre. La structure moléculaire donne des détails fins sur les parties spécifiques de la protéine qui interagissent et quels sont les type de liaisons chimiques qui permettent cette interaction. Une des structures de protéines qui a été décodée récemment est celle de l'Hémoglobine par Max Ferdinand Perutz et alter. Il s'agit d'un complexe de quatre protéines : deux chaînes alpha et deux chaînes bêta. Avec la croissance du nombre de structures découvertes pour les complexes protéiques les chercheurs ont commencé à étudier les principes sous-jacents des interactions protéine-protéine. En se fondant uniquement sur les trois structures du régulateur d'insuline, du complexe inhibiteur de la trypsine pancréatique et de l'oxyhémoglobine, Cyrus Chothia et Joel Janin ont découvert qu'entre 1 130 et 1 720 ångströms-carrés de surface est enlevé au contact de l'eau indiquant ainsi que leur hydrophobie était le principal facteur stabilisant des interactions protéine-protéine. Des études ultérieures ont précisé que la surface disparue de la majorité des interactions était de 1 600±350 ångströms-carrés. Cependant on a observé des interfaces d'interaction beaucoup plus grandes en association avec une importante transition conformationnelle de l'un des acteurs de l'interaction.

## Visualisation des réseaux

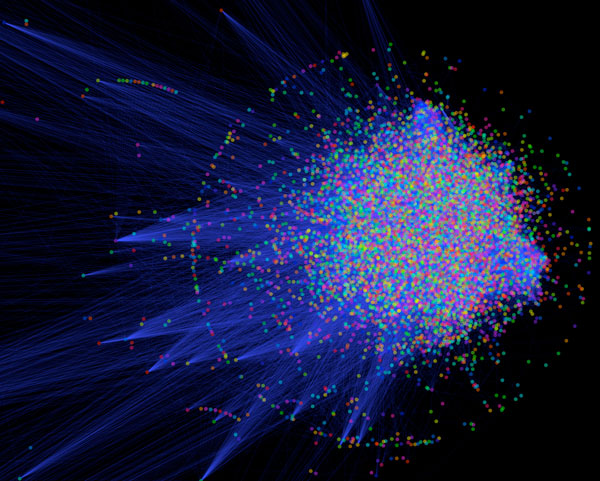
Visualisation du réseau des interactions moléculaires d'une cellule humaine. Chaque point représente une protéine et chaque ligne bleue entre les points une interaction.

La visualisation des réseaux d'interactions protéine-protéine est une application classique des méthodes de visualisation scientifique. Bien que les diagrammes d'interaction de protéines soient courants dans les publications, les diagrammes des réseaux d'interaction des protéines d'une cellule entière sont encore rares en raison du haut niveau de complexité qui les rend difficiles à générer. En 1999 Kurt Kohn's a réalisé à la main le diagramme des interactions moléculaires du contrôle du cycle d'une cellule. En 2000, Schwikowski, Uetz, et Fields ont publié un document sur les interactions protéine-protéine dans la levure et liés entre elles 1 548 protéines interactives déterminées par la technique de double hybride. Ils ont employé la technique du layered graph drawing pour trouver un premier placement des nœuds et ensuite ils ont utilisé un force-based layout pour améliorer le placement,,. Le logiciel Cytoscape est très largement employé pour la visualisation des réseaux d'interactions protéine-protéine.

## Recueils de bases de données
Les différentes techniques pour identifier les interactions de protéines ont permis de définir des centaines de milliers d'interactions. Ces interactions sont rassemblées dans des recueils de bases de données biologiques spécialisées ce qui permet aux interactions d'être réunies et étudiées ultérieurement. La première de ces bases de données était la DIP (database of interacting proteins ou base de données pour les interactions de protéines). Depuis ce temps de nombreux recueils ont vu le jour comme BioGRID, String et ConsensusPathDB.